# Nguyễn Một
Nguyễn Một (sinh 1964) là một nhà văn Việt Nam. Ông là tác giả của một số truyện có tiếng, trong đó có tiểu thuyết Đất trời vần vũ được giải C của cuộc thi Hội Nhà văn năm 2010. Ông còn có bút danh là Dạ Thảo Linh khi viết truyện dành cho truyện thiếu nhi.

## Thân thế và sự nghiệp
Ông sinh ngày 14 tháng 12 năm 1964 tại thôn A Đông, xã Duy Phú, huyện Duy Xuyên, tỉnh Quảng Nam. Cha mẹ mất sớm trong chiến tranh, ông lưu lạc vào tỉnh Đồng Nai từ năm 1975 và sinh sống đến nay.
Ông làm giáo viên tiểu học từ năm 1983 đến năm 1997, làm phóng viên báo Tiền Phong từ năm 1998 đến năm 2007 sau đó về làm truyền thông cho Công ty cổ phần ô tô Trường Hải. Được kết nạp vào Hội Nhà Văn Việt Nam năm 2006 ông đã có hơn mười đầu sách. Năm 2009 tiểu thuyết "Đất trời vần vũ" của ông bị Cục xuất bản tạm ngưng phát hành nhưng sau đó lại được giải C cuộc thi tiểu thuyết của Hội Nhà Văn (2006 -2010). Tác phẩm "Đất trời vần vũ" đã khiến Nguyễn Một trở thành nhà văn được đông đảo độc giả biết tới. Năm 2012, tiểu thuyết "Ngược mặt trời" của Nguyễn Một được ấn hành và nhận được đánh giá tích cực của độc giả cả nước.
Năm 2023 Nhà xuất bản Hội nhà văn xuất bản tiểu thuyết "Từ giờ thứ sáu đến giờ thứ chín" được bạn đọc đón nhận nồng nhiệt và tái bản sau 1 tuần phát hành và được trao giải thưởng Hội nhà văn Việt Nam trao giải thưởng.

## Các tác phẩm chính
Tác phẩm đã in:
Thiếu nhi (bút danh Dạ Thảo Linh):
- Hoa dủ dẻ – Tập truyện - Nhà xuất bản Kim Đồng 1997
- Năm đứa trẻ xóm đồi – Truyện dài - Nhà xuất bản Kim Đồng 1999
- Ngũ hổ tướng – truyện dài - Nhà xuất bản Trẻ 2000)
- Màu hoa trắng – Truyện ký – Nhà xuất bản Kim Đồng 2001
- Long lanh giọt nắng – Truyện dài– Nhà xuất bản Kim Đồng 2003
- Mùa trái chín – Truyện vừa – Nhà xuất bản Đồng Nai 2004

Người lớn (bút danh Nguyễn Một)
- Tha Hương - Tập truyện ngắn – Nhà xuất bản Đồng Nai 1996
- Vũ Điệu trên đỉnh Kung Pô – tập truyện ngắn – Nhà xuất bản Thanh Niên 2001
- Quà của đất – Tập bút ký – Nhà xuất bản Đồng Nai 2002
- Như là cổ tích – Tập truyện ngắn - Nhà xuất bản Hội nhà văn 2005
- Giữa đời thường - Tập bút ký – Nhà xuất bản Đồng Nai 2005
- Dòng sông độ lượng – Tập bút ký – Nhà xuất bản Văn Nghệ 2008
- Đất trời vần vũ – Tiểu thuyết – Nhà xuất bản Hội nhà văn 2009
- Câu chuyện bên một dòng sông - Phim tài liệu VTC9 2009 (kich bản, lời bình và đạo diễn)
- Hành trình ước mơ (kịch bản phim tài liệu)
- Ngược mặt trời - Tiểu thuyết - Nhà xuất bản Hội nhà văn 2012

Tác phẩm được giải:
- Trước mặt là dòng sông – Tặng thưởng truyện ngắn hay tuần báo Văn nghệ Hội nhà văn tháng 5 năm 2002, truyện này được dựng thành phim với tên phim là: Cổ tích về ngôi nhà, (đạo diễn Khải Hưng, Hãng phim truyền hình Việt Nam 2003).[4]
- Kẻ vô học - Tặng thưởng truyện ngắn hay tuần báo Văn nghệ Hội nhà văn tháng 11 năm 2002.[4]
- Chim bay về núi – Giải thưởng truyện ngắn Đồng Nai 1994.[4]
- Chuyện tình trong rừng cấm – Giải ba truyện ngắn Đồng Nai 1998.[4]
- Trung Quân – Giải nhì truyện ngắn Đồng Nai 2001.[4]
- Tấm da cọp – Giải ba truyện ngắn báo Tiếp thị và gia đình.[4]
- Tặng thưởng Phim tài liệu chào mừng Biên Hòa 310 năm của UBND tỉnh Đồng Nai.[4]
- Giải thưởng Trịnh Hoài Đức 2008.[4]
- Đất trời vần vũ – Giải C cuộc thi tiểu thuyết hội nhà văn Việt Nam (2006 -2010).[2][4][5]
- Giải Nhất cuộc thi bút ký Chân dung "Doanh nhân Nghiệp và đời" toàn quốc lần thứ 1.http://vanvn.net/news/33/4058-le-ton-vinh-doanh-nhan-va-trao-giai-cuoc-thi-viet-chan-dung-doanh-nhan-nghiep-doi.html
- Giải thưởng Hội nhà văn Việt Nam 2023 cho tiểu thuyết "Từ giờ thứ sáu đến giờ thứ chín" https://baovannghe.com.vn/quottu-gio-thu-sau-den-gio-thu-chinquot-cua-nguyen-mot-doat-giai-hoi-nha-van-viet-nam-29451.html